# Maryanne Amacher
 (juin 2025).
Maryanne Amacher (née le 25 février 1938 et décédée le 22 octobre 2009) est une compositrice et artiste d'installation américaine.

## Biographie
Maryanne Amacher naît à Kane, dans le comté de McKean, en Pennsylvanie. Elle grandit en apprenant le piano. Elle apprend la composition avec George Rochberg et Karlheinz Stockhausen à l'université de Pennsylvanie.
En 1967, elle crée City Links: Buffalo, une pièce de 28 heures en utilisant cinq micros dans différentes parties de la ville, diffusée en direct par la station de radio WBFO.
Ses œuvres majeures sont à peu près exclusivement des installations, donc spécifiques à un lieu. Elle travaille par extension sur le phénomène physiologique (et non psychoacoustique) appelé émission otoacoustique.